# Ólmod
Ólmod (Duits: Bleigraben) is een plaats (község) en gemeente in het Hongaarse comitaat Vas. Ólmod telt 92 inwoners (2001).